# Лаппеэнранта (район)
Район Лаппеэнранта — это административная единица Южной Карелии и один из районов Финляндии с 2009 года.

## Муниципалитеты
| Герб | Название     | Население (2023) | Площадь (км²) | Плотность населения (чел./км²) | Муниципальный налог (2024) | Финноязычное население | Шведскоязычное население | Другие языки |
| ---- | ------------ | ---------------- | ------------- | ------------------------------ | -------------------------- | ---------------------- | ------------------------ | ------------ |
|      | Лаппеэнранта | 73 016           | 1 434         | 51                             | 8.3%                       | 90%                    | 0,2%                     | 9%           |
|      | Леми         | 2 864            | 218           | 13                             | 9.9%                       | 98%                    | 0,1%                     | 3%           |
|      | Луумяки      | 4 396            | 750           | 6                              | 8.8%                       | 96%                    | 0,3%                     | 5%           |
|      | Савитайпале  | 3 215            | 539           | 6                              | 8.9%                       | 99%                    | 0,3%                     | 2%           |
|      | Тайпалсаари  | 4 621            | 345           | 13                             | 8.4%                       | 94%                    | 0,2%                     | 5%           |
|      | Всего        | 88 112           | 3 286         | 27                             |                            | 91%                    | 0,2%                     | 8%           |

## История
- 1 января 1994 года Финляндия была разделена на районы. В район Лаппеенранта вошли муниципалитет Йоутсено и город Лаппеэнранта.
- 1 января 2005 года Йоутсено стал городом.
- 1 января 2009 года Леми, Луумяки, Савитайпале, Суоменниеми, Тайпалсаари и Юлямаа вошли в состав района Лаппеэнранта после объединения с районом Лянси-Саймаан.[2]
- 1 января 2009 года город Йоутсено стал частью города Лаппеенранта.
- 1 января 2010 года муниципалитет Юлямаа стал частью города Лаппеенранта.
- 1 января 2013 года Суоменниеми вышел из состава района и присоединился к городу Миккели, который является частью района Миккели.